# Troféu HQ Mix de melhor publicação de humor
Publicação de humor é uma das categorias do Troféu HQ Mix, premiação brasileira dedicada aos quadrinhos que é realizada pela Associação dos Cartunistas do Brasil (ACB) e pelo Instituto do Memorial das Artes Gráficas do Brasil (IMAG) desde 1989.

## História
Na primeira edição do Troféu HQ Mix, foram criadas as categorias "Álbum de humor" e "Revista de humor", com o objetivo de premiar, respectivamente, livros (ou graphic novels) e revistas seriadas voltadas à publicação de histórias em quadrinhos humorísticas.
Em 2004, as duas categorias foram mescladas em "Publicação de humor", com o mesmo objetivo, mas sem fazer distinção entre livros e revistas seriadas. A categoria premia indistintamente tanto obras brasileiras quanto estrangeiras (no caso destas últimas, tomando por base sua edição nacional). Entre 2011 e 2015, não houve premiação nesta categoria.
Os vencedores são escolhidos por votação entre profissionais da área (roteiristas, desenhistas, jornalistas, editores, pesquisadores etc.) a partir de uma lista de indicados elaborada pela comissão organizadora do evento.

## Vencedores e indicados
| Ano  | Obra                                                                                             | Autor(es)                                                           | Editora                                                             | Outros indicados | Notas         |
| ---- | ------------------------------------------------------------------------------------------------ | ------------------------------------------------------------------- | ------------------------------------------------------------------- | --- | ------------- |
| 2004 | OPasquim21                                                                                       | vários autores                                                      |                                                                     | | [ 2 ]         |
| 2005 | Preto no branco                                                                                  | Allan Sieber                                                        | Conrad                                                              | | [ 5 ]         |
| 2006 | Pif Paf                                                                                          | Millôr Fernandes                                                    | Argumento                                                           | - F (Independente) - Groo - Impostos! Pague até para morrer (Opera Graphica) - Mad (Mythos) - Sem Comentário, de Allan Sieber (Casa 21) - Tarja Preta (Independente) - Vida de Estagiário, de Allan Sieber (Conrad) | [ 6 ] [ 7 ]   |
| 2007 | Níquel Náusea - tédio no chiqueiro                                                               | Fernando Gonsales                                                   | Devir                                                               | - Antologia do Pasquim Vol. 1 (Desiderata) - Capitão Presença (Conrad) - Revista F nº 4 (Conrad) - Roko-Loko e Adrina-Lina - Born to be Wild (Opera Graphica) - Seis Mãos Bobas (Devir) - Zongo Cômiques (Independente) | [ 8 ] [ 9 ]   |
| 2008 | Piratas do Tietê - a saga completa                                                               | Laerte                                                              | Devir                                                               | - Escombros (Zarabatana) - Groo: Odisséia (Opera Graphica) - Humortífero (Opera Graphica) - Marusaku (Conrad) Os Noivos Podem Se Beijar (Via Lettera) - Tarja Preta (Independente) | [ 10 ] [ 11 ] |
| 2009 | Piratas do Tietê - a saga completa - livro 3                                                     | Laerte                                                              | Devir                                                               | - Bone - Estúpidas, Estúpidas Caudas-de-Ratazanas (Via Lettera) - Macanudo #1 (Zarabatana) - Mad (Panini) - Mundo Canibal (Mythos) - Níquel Náusea - Em boca fechada não entra mosca (Devir) - Vale Tudo (Ópera Graphica) | [ 12 ] [ 13 ] |
| 2010 | É tudo mais ou menos verdade - jornalismo investigativo, tendencioso e ficcional de Allan Sieber | Allan Sieber                                                        | Desiderata                                                          | - As Eletrizantes e Etílicas Aventuras das Velhas Virgens - Alexandre "Cavalo" Dias, André Andrade e Deivy Costa (Independente) - Capitu - Sacramento de Oliveira e Turbay (Independente) - Fráuzio - Ares da Primavera - Marcatti (Devir) - Mad - vários (Panini) - Mundo Canibal - vários (Mythos) - Roko-Loko - Hey Ho, Lets Go! - Marcio Baraldi (Editora Rock Brigade) | [ 3 ] [ 14 ]  |
| 2016 | Guia Culinário do Falido                                                                         | vários autores                                                      | Balão                                                               | - Asterix – O papiro de César – RECORD - Edibar – O Boêmio Mais Escroto dos Botecos – HQM - Escrevendo Com O Lado Esquerdo do Fígado – Dead Hamster - Groo versus Conan – MYTHOS - Lasca de Quirica #1 – INDEPENDENTE - Macanudo 8 – ZARABATANA - Mad # 76, 77, 78, 79, 80, 81, 82, 83 – PANINI - Pai e Filho – OCTAVO - Smegma Comix N° 2 – BELELÉU | [ 15 ] [ 16 ] |
| 2017 | A Última Bailarina Contra-Ataca                                                                  | Guilherme de Sousa                                                  | Korja dos Quadrinhos                                                | - (SIC) – É… OLHANDO ASSIM, FAZ SENTIDO (SESI-SP Editora) - FUNGOS (Mino) - OSSOSTORTOS (SESI-SP Editora) - PLACAS TECTÔNICAS (Nemo) - PROFISSÃO SUPER-HERÓI (independente) - SAI DE MIM, MIMIMI! (SESI-SP Editora) - TROLLS DE TROY VOL 1 – HISTÓRIAS TROLLADAS - UMA MORTE HORRÍVEL (Nemo) - VIDA NO INFERNO (Veneta) | [ 17 ] [ 18 ] |
| 2018 | Marcatti 40                                                                                      | vários autores                                                      | Ugra Press                                                          | - Bar - Coelho Nero: Reclame aqui - Estudante de Medicina - Hell No! — Meu pai é o diabo - Já Era - Linha do trem – The best of - Mad alopra os heróis - POV – Point of view - Verões felizes – Vol. 2 – A Calanque | [ 19 ] [ 20 ] |
| 2019 | Agente Sommos e o Beliscão Atômico                                                               | Flávio Luiz Nogueira                                                | Papel A2 Texto & Arte                                               | - (Nem) todo problema tem solução - Até aqui tudo bem - Cara Unicórnio 1 - Desenhados um para o outro - Enxaqueca - Hell No! – Os diabos estão soltos - Leo - Mar Menino - Vagabundos do espaço | [ 21 ] [ 22 ] |
| 2020 | Hell No! Bem-vindo ao Inferno Leo Finocchi / Balão                                               | Hell No! Bem-vindo ao Inferno Leo Finocchi / Balão                  | Hell No! Bem-vindo ao Inferno Leo Finocchi / Balão                  | - Corenstein: Como Faz Para Parar? (Cora Ottoni / independente) - Malu: Pequena, Comum e Extraordinária (José Aguiar / Quadrinhofilia) - Navio Dragão (Rebeca Prado / Bast!) - O Clube da Criança Junkie (Leon / independente) - Olga, a Sexóloga Volume 2 (Thaïs Kisuki / Cubzac) - Os Catecismos de Mama Jellybean: Minha Vida no Convento (Germana Viana / independente) - Razão Vs Emoção (Guilherme Bandeira / Meu Bolso) - Trambik (Airton Marinho e Gustavo Lambreta / independente) - Vida Besta (Galvão Bertazzi / Pé-de-Cabra) | [ 23 ] [ 24 ] |
| 2021 | Ménage Germana Viana, Laudo Ferreira e Marcatti / independente                                   | Ménage Germana Viana, Laudo Ferreira e Marcatti / independente      | Ménage Germana Viana, Laudo Ferreira e Marcatti / independente      | - As Inconcebíveis Aventuras do Super-Incel e os Cabulosos Nerds Tóxicos (Vários autores / Skript) - Bojeffries: A Saga (Alan Moore e Steve Parkhouse / Devir) - Despedida (Bruno Drummond / Bloco Narrativo) - Máscaras, Álcool Gel e Cia.: Dedo Sobre Tela de Celular (Marcelo Martinez / independente) - Maxwell, o gato mágico (Alan Moore / Pipoca & Nanquim) - Mundo Mulher (Aminder Dhaliwal / Conrad) - Querida Liga da Justiça (Michael Northrop e Gustavo Duarte / Panini Comics) - Reanimator (Juscelino Neco / Veneta) - Sob a Luz do Arco-íris (Mário César Oliveira, org. / Skript) | [ 25 ] [ 26 ] |
| 2022 | Ménage nº 2 Germana Viana, Laudo Ferreira e Marcatti / independente                              | Ménage nº 2 Germana Viana, Laudo Ferreira e Marcatti / independente | Ménage nº 2 Germana Viana, Laudo Ferreira e Marcatti / independente | - Cantinho do Caiô (Caio Oliveira / Quinta Capa) - Cidade Pequenina (Camilo Solano e Aldo Solano / Pipoca & Nanquim) - Como Sobrevivi à Covid-19 e Seus Amigos (Guabiras / Draco) - Eu Odeio Contos de Fadas: Insanos para Sempre (Skottie Young / Hyperion) - Juquinha: O Solitário Acidente da Matéria (Max Andrade / Draco) - Não Ligue, Isso É Coisa de Mulher (Bianca Mól, Eliane Bonadio, Fabiana Signorini, Flávia Gasi, Ligia Zanella, Luiza Lemos, Mari Santtos, Nanda Alves, Renata C B Lzz e Roberta Cirne / independente) - Noite de Spoiler (Gabriel Arrais, Dan Borges, Mario Cau, Débora Santos e Kaji Pato / Universo Guará) - O Livro da Selva (Harvey Kurtzman / Veneta) - O Que Conto Quando Conto Uma Piada (Batista / Atrapalho) | [ 27 ] [ 28 ] |
| 2023 | Linha do Trem: É o Que Tem Pra Hoje Raphael Salimena / Draco                                     | Linha do Trem: É o Que Tem Pra Hoje Raphael Salimena / Draco        | Linha do Trem: É o Que Tem Pra Hoje Raphael Salimena / Draco        | - Beliscão (Camilo Solano / Pipoca & Nanquim) - Depois Que Eu Matei Libório (Orlandeli / independente) - Em Fuga (Lelis / Skript) - Mar Minha Gente (Paulo Moreira / independente) - Ménage nº 5 (Germana Viana, Laudo Ferreira e Marcatti / independente) - Música Triste Volume 1 (Luísa Lacombe / independente) - Nos Olhos de Quem Vê (Helô D'Angelo / HarperCollins) - Ônibus (Paul Kirchner / Risco) - Vida Besta: Fim do Mundo (Galvão Bertazzi / Mino) | [ 29 ] [ 30 ] |